# Overleg Scheikundig Technologische Studieverenigingen
Het Overleg Scheikundig Technologische Studieverenigingen, of kortweg: de Stichting OSTS, is op 4 maart 1988 opgericht. In dit orgaan zitten de vier studieverenigingen Scheikundige Technologie van Nederland. Dit zijn het G.T.D. Bernoulli van de RU Groningen, T.S.V. 'Jan Pieter Minckelers' van TU Eindhoven, het C.T.S.G. Alembic van de Universiteit Twente, en het Technologisch Gezelschap van de TU Delft. Elke vereniging is hierin vertegenwoordigd met één persoon. Hoewel de KNCV mede-initiatiefnemer is van het OSTS, neemt zij geen deel aan de stichting.
Het doel van de deze samenwerking is het dichter bij elkaar brengen van de verenigingen. Zo kunnen de studenten van de verschillende universiteiten samen boeiende bedrijven bezoeken.